# Gelbes Ordensband
Das Gelbe Ordensband (Catocala fulminea) ist ein Schmetterling (Nachtfalter) aus der Familie der Eulenfalter (Noctuidae).

## Merkmale
Die Falter erreichen eine Flügelspannweite von 44 bis 52 Millimetern. Diese sind meist braun, manchmal aber auch gelb- oder graubraun gefärbt. Das Muster der Vorderflügel ist sehr ausgeprägt. Die Hinterflügel sind rötlich gelb mit zwei schwarzen Binden gefärbt. Die Raupe trägt am achten Segment einen besonders langen Rückenzapfen. Die an beiden Seiten befindlichen „Fransen“ nutzen neben der rindenartigen Färbung der besseren Tarnung und bei Wind wohl auch besseren Haftung.

## Geographische Verbreitung und Lebensraum
Das Gelbe Ordensband ist von Nordspanien und Zentralfrankreich bis zur Ostsee verbreitet. Die Art fehlt oder ist selten im Süden der Alpen, Albanien, Montenegro und Griechenland. Im Osten ist sie dagegen weiter verbreitet. Das weitere Verbreitungsareal erstreckt sich bis zum Schwarzen Meer, dem Kaukasus, bis ins südliche Sibirien und zum Pazifischen Ozean.
In Österreich ist die Art aus allen Bundesländern nachgewiesen, aber sehr selten.
In Deutschland gibt es unter anderem im Oberrheingraben und der Schwäbischen Alb stabile Populationen.
Man findet diese Art an warmen, trockenen und sonnigen Plätzen wie Hängen, Lichtungen, Waldrändern, in Tälern mit vielen Hecken, an baumbestandenen Landstraßen und in ökologisch bewirtschafteten Obstgärten. Aufgrund der sehr speziellen Biotopansprüche wird diese Art immer seltener. Einige Populationen sind aber noch im Südosten der gemäßigten Zonen Europas zu finden.

## Lebensweise
Die Falter findet man, je nach Witterung, von Anfang Juni bis Anfang August und die Raupen von Ende März bis Anfang Juni. Sie gehören zu den am frühesten im Jahr auftretenden Catocala Arten. Die Raupen schlüpfen aus den überwinternden Eiern, wenn die ersten Schlehen anfangen zu blühen. Sie ernähren sich von den Blüten, bis die Blätter austreiben. So beginnt die Raupenzeit je nach Gegend früher oder später und endet so auch früher oder später.
Die Raupen ernähren sich vorwiegend von Schlehe, daneben werden in geringem Maße auch Weißdorn (Crataegus), Birne (Pyrus) und Eiche (Quercus) genannt. Die schlanken Raupen ahmen kleine Äste nach. Sie halten sich am unteren Teil des Baumes auf und sind wie alle Ordensbandraupen nachtaktiv. Gegen Mitternacht beginnen sie zu fressen. Bevorzugt werden Stockaustriebe und buschförmige Bäume. Die Falter trinken mittels ihres Saugrüssels gelegentlich Baumsäfte und können – wie alle Ordensbandarten – leicht mit einem Köder angelockt werden.